# Райнер, Карл (футболист)
Карл Райнер (нем. Karl Rainer; 1 июля 1901, Вена — 9 июня 1987, Вена) — австрийский футболист, игравший на позиции защитника. Выступал за клуб «Виенна Фёрст», а также национальную сборную Австрии.
В составе «Фёрста» обладатель Кубка Митропы 1931 года, двукратный чемпион Австрии и трёхкратный обладатель Кубка Австрии.

## Клубная карьера
В составе «Фёрста» начал выступления в сезоне 1921—1922 годов, сыграв четыре матча сезона, а уже со следующего розыгрыша стал неизменным игроком основы. Более 10 лет его постоянным партнёром по линии защиты был Йозеф Блум, капитан команды. Эта же связка будет регулярно использоваться и тренерами национальной сборной Австрии. Райнер выступал на позиции правого защитника, а Блум — левого.
Под руководством тренера Йоханна Студнички «Виенна» в 1923 году стала четвёртой в чемпионате, а уже через год поднялась на второе место пьедестала почёта, а ещё через год в 1925 году стала третьей. Кроме пары защитников, ведущими игроками клуба тогда также были Роберт Сойферт, Карл Курц, Антонин Булла, Густав Хренка, Йозеф Горейс, Отто Гесс, а также молодые Фридрих Гшвайдль и Леопольд Хофманн.
Вновь второй в национальном первенстве команда стала в 1926 году под руководством Рихарда Кона. Также клуб дважды выходил в финал национального кубка в 1925 и 1926 годах, оба раза уступая команде «Аматоре» (позже — «Аустрия») со счётом 1:3 и 3:4 соответственно. В том же 1926 году главным тренером «Виенны» стал бывший нападающий команды Фердинанд Фридтум, управлявший командой до 1935 года. Под его тренерским началом команда начала добывать трофеи. В 1929 году «Виенна» стала лишь седьмой в чемпионате, но впервые в своей истории завоевала кубок Австрии. В решающей игре «Виенна» победила «Рапид» со счётом 3:2, благодаря голам Гибиша, Герольда и Гшвайдля. Благодаря победе в национальном кубке клуб дебютировал в кубке Митропы летом 1929 года. В четвертьфинале «Виенна» победила чемпиона Венгрии «Хунгарию» (4:1 и 1:0), но в полуфинале уступила чемпиону Чехословакии «Славии» — 3:2, 2:4.
В 1930 году «Виенна» заняла третье место в чемпионате и во второй раз победила в национальном кубке. В финальной игре команда Райнера победила со счётом 1:0 «Аустрию» благодаря голу Фридриха Гшвайдля на 77-й минуте . Как обладатель кубка страны 1930 года, «Виенна» приняла участие в двух международных турнирах. В начале лета клуб сыграл в Кубке Наций, международном турнире, состоявшемся летом 1930 года в Женеве, организованный местной командой «Серветт». Участие в Кубке Наций приняли действующие чемпионы или обладатели кубков своих стран, за исключением Испании. «Виенна» победила швейцарский «Серветт» (7:0) и немецкий «Фюрт» (7:1), в полуфинале уступила чемпиону Чехословакии «Славии» (1:3), а в матче за третье место вторично обыграла «Серветт» с счетом 5:1. В июле Райнер также сыграл в кубке Митропы, где его команда в первом раунде уступила чехословацкой «Спарте» (1:2, 2:3).
В сезоне 1930/1931 годов «Виенна» впервые в своей истории завоевала титул чемпиона Австрии. Клуб на два очка опередил «Адмиру» и на три «Рапида». На счёту Райнера в том сезоне участие во всех 18 матчах чемпионата, в которых он забил 1 гол.
Победно выступила команда и в кубке Митропы 1931 года. Клуб завершил соревнования со стопроцентным показателем в виде шести побед в шести матчах. В четвертьфинале «Виенна» победила венгерский «Бочкаи» (3:0 и 4:0). В полуфинальных матчах клуб дважды победил итальянскую «Рому» 3:2 и 3:1. В финале кубка сошли две австрийские команды — чемпион страны «Фёрст Виенна» и обладатель кубка ВАК, в составе которого выступал сильнейший в то время австрийский вратарь Рудольф Хиден, а также другие австрийские звезды — Карл Сеста, Георг Браун, Генрих Мюллер и другие. В домашней игре «Виенна» вырвала победу со счётом 3:2 после автогол защитника ВАКа Иоганна Бехера на 87-й минуте игры. В ответном матче команда Блума во второй раз обыграла соперника со счётом 2:1 благодаря дублю в первом тайме нападающего Франца Эрдля.
Чемпионат 1931/32 годов «Виена» завершила на втором месте, пропустив вперёд себя «Адмиру». В кубке Митропы клуб дошёл до полуфинала. В четвертьфинале команда встречалась с венгерским «Уйпештом». В первом матче австрийцы дома победили 5:3, а в ответном матче достигли приемлемого ничейного результата 1:1. В полуфинале «Виенна» встречалась с итальянской «Болоньей». Учитывая, что участники второго полуфинала «Ювентус» (Турин) и «Славия» (Прага) были дисквалифицированы, победитель поединка между «Виеной» и «Болоньей» фактически становился победителем турнира. В первой игре в Италии хозяева одержали победу со счётом 2:0. В ответном матче в Вене нападающий австрийцев Франц Шёнветтер отметился голом в самом начале игры, но больше команда забить не смогла, поэтому результат 1:0 в пользу хозяев принёс общую победу по сумме двух матчей итальянской команде.
В сезоне 1932/33 годов «Фёрст Виенна» вторично стала чемпионом, а Райнер сыграл во всех 22-х матчах турнира. В начале соревнований, сыграв всего три матча, команду покинул капитан команды и неизменный партнёр Карла по линии защиты — Йозеф Блум. Капитанская повязка перешла к Райнеру, а его новым партнёром в защите стал Виллибальд Шмаус, ранее игравший в полузащите. В кубке Митропы 1933 года «Виенна» в первом раунде уступила по сумме двух матчей итальянской «Амброзиани-Интер» (1:0, 0:4). В последующих сезонах Карл стабильно выступал в основе клуба, с которым в чемпионате завоевал серебро и ещё две бронзы. Выступал в матчах кубка Митропы 1935, 1936 и 1937 годов.
В 1937 году третий раз в карьере завоевал кубок Австрии. Участвовал во всех пяти матчах турнира, в том числе в финале против команды Винер Шпорт-Клуб (2:0). Покинул команду после завершения сезона 1937/38 годов. Всего на его счёту 336 матчей и 6 голов в чемпионате Австрии, 53 матча и 1 гол в национальном кубке, 29 матчей (14 из которых в роли капитана) в Кубке Митропы.

## Выступления за сборную
В 1924 году дебютировал в официальных матчах в составе национальной сборной Австрии в поединке против сборной Венгрии (2:2).
Всего в 1924—1935 годах сыграл в составе национальной команды 36 матчей, в десяти был капитаном команды.
Также регулярно играл в составе сборной Вены. Учитывая, что все сильнейшие австрийские футболисты выступали в венских клубах, сборная Вены была фактически той же сборной Австрии, только с более расширенным списком игроков. И тренировал команду тот же наставник Гуго Майсль.